# Gottfried Mann
Pour les articles homonymes, voir Mann.
Johann Gottfried Hendrik Mann (né le 15 juillet 1858 à La Haye – mort le 10 février 1904 à Rosmalen) est un pianiste, chef d'orchestre et compositeur néerlandais.